# Arqueologia da mídia

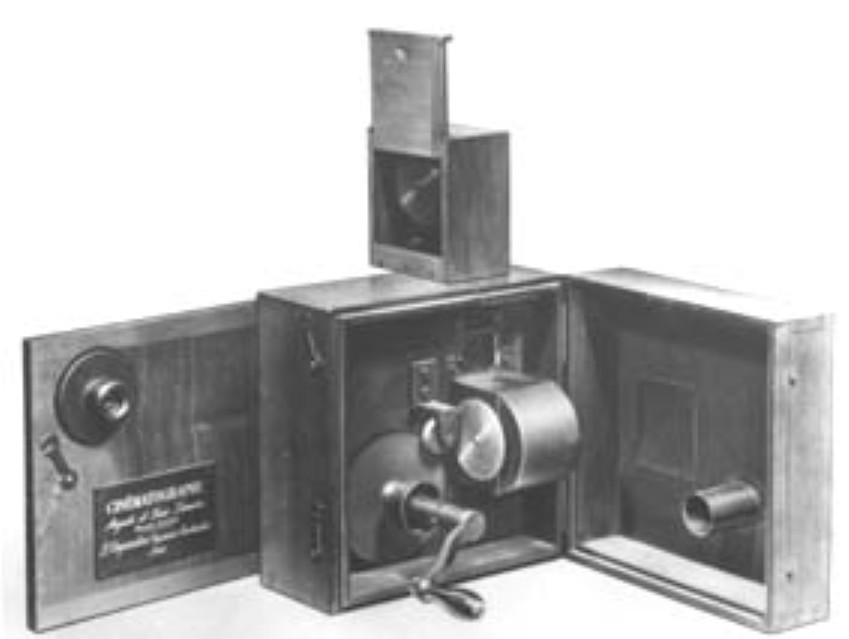
Cinematógrafo de Auguste e Louis Lumière

A Arqueologia da Mídia (en: media archaeology) constitui um campo teórico e metodológico emergente nas últimas décadas, voltado para a análise crítica das tecnologias de comunicação e seus modos de inscrição cultural. Em oposição às narrativas teleológicas e progressistas que dominam os discursos hegemônicos sobre os meios de comunicação — especialmente nas indústrias do cinema, da televisão e das mídias digitais —, a arqueologia da mídia propõe uma abordagem não linear e disjuntiva da história técnica e estética das mídias, explorando o papel das ¨mídias mortas¨ (dead media) e dos dispositivos obsoletos no imaginário tecnológico contemporâneo.

## Fundamentos Teóricos e Epistemológicos
A arqueologia da mídia não constitui uma escola unificada, mas antes um campo heterogêneo de práticas críticas, epistemologias concorrentes e genealogias fragmentárias. Seu núcleo comum, contudo, reside na recusa das narrativas lineares e teleológicas que dominam a história das tecnologias da comunicação. Em lugar disso, propõe-se uma escavação crítica das condições materiais, discursivas e imaginárias que moldam os regimes midiáticos — uma escavação que opera tanto sobre o que efetivamente se realizou quanto sobre os espectros e virtualidades técnicas que não chegaram a se concretizar.

### Michel Foucault e a Arqueologia do Saber

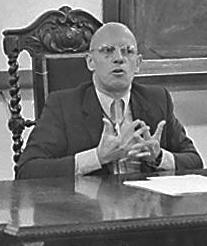
Michel Foucault, filósofo francês

O ponto de partida mais recorrente para as formulações da arqueologia da mídia encontra-se na obra de Michel Foucault, em especial em L’archéologie du savoir (1969), onde o filósofo propõe uma metodologia para a análise das formações discursivas. A noção de "arqueologia", em Foucault, não designa um retorno às origens, mas uma descrição das camadas e descontinuidades do saber, segundo uma lógica não evolucionista. Em vez de buscar o sentido último ou o desenvolvimento progressivo dos discursos, trata-se de expor as condições históricas de sua emergência, seus dispositivos de exclusão, suas regularidades impessoais.
Ao aplicar esse princípio à história das mídias, os arqueólogos midiáticos deslocam o foco das narrativas centradas no "conteúdo" para uma atenção sistemática às formas técnicas, materiais e infraestruturais que condicionam a produção e a circulação de sentido. Como observa Erkki Huhtamo, um dos principais sistematizadores da arqueologia da mídia, “a arqueologia foucaultiana inspira uma atenção rigorosa aos discursos históricos, aos seus silêncios e aos modos pelos quais certos objetos tecnológicos são integrados em constelações semânticas específicas”.

### Friedrich Kittler: A Mídia como Determinação Técnica
Outra referência fundacional é Friedrich Kittler, cuja obra seminal Gramophone, Film, Typewriter (1999) propôs uma virada radical na análise dos meios de comunicação, ao sustentar que "os meios determinam nossa situação" (die Medien bestimmen unsere Lage). Em lugar de pensar os meios como simples veículos neutros de transmissão, Kittler insiste na materialidade radical dos dispositivos — suas propriedades físicas, seus funcionamentos técnicos e sua lógica operacional. Sua abordagem, profundamente influenciada por Martin Heidegger e pela teoria de sistemas, institui o que se convencionou chamar de media materialism.
Segundo Kittler, a história da mídia não pode ser dissociada das tecnologias de registro, armazenamento e processamento da informação, que impõem limites objetivos ao que pode ser dito, ouvido ou visto em uma dada época. Daí a sua proposta de substituir a "história da literatura" por uma história das mídias de inscrição — uma história feita não por sujeitos, mas por redes técnico-discursivas autônomas. Nesse sentido, Kittler afasta-se de Foucault ao abandonar o conceito de “discurso” como instância mediadora, propondo uma análise centrada nos ¨aparatos¨ (Aufschreibesysteme), que operam como condições infraestruturais do conhecimento e da subjetividade.

### Siegfried Zielinski e a Variante Anárquica da Mídia
Em contraste com a rigidez técnico-determinista de Kittler, Siegfried Zielinski propõe uma arqueologia da mídia mais plural e especulativa, que rejeita tanto a linearidade histórica quanto o determinismo técnico. Em Deep Time of the Media (2006), Zielinski defende uma abordagem “anárquica” e “variantológica”, centrada na escavação de formas obscuras, excêntricas e experimentais de mediação técnica ao longo da história. Inspirado pelo pensamento de Vilém Flusser, Zielinski vê a história das mídias como um campo aberto de possibilidades, marcado por bifurcações, intermitências e descontinuidades — um espaço de invenção e de resistência contra os modelos hegemônicos de comunicação.
Para Zielinski, a arqueologia da mídia deve operar como uma genealogia crítica que desestabiliza as narrativas dominantes, iluminando os “fios marginais” da história técnica: autômatos esquecidos, engenhocas pré-cinematográficas, experimentos acústicos do século XVIII, entre outros artefatos. A temporalidade que orienta sua abordagem não é a do progresso cumulativo, mas a do ¨tempo profundo¨ (en: deep time), uma temporalidade estratigráfica e não homogênea, que aproxima a história das mídias da geologia, da astronomia e da arqueologia propriamente dita.

### Jussi Parikka e a Escavação Pós-Humana das Mídias
Ampliando ainda mais o escopo epistemológico da arqueologia da mídia, Jussi Parikka introduz uma perspectiva que combina estudos de mídia, filosofia da técnica, ecologia política e teoria pós-humana. Em What is Media Archaeology? (2012), Parikka concebe a arqueologia da mídia como um campo híbrido que escava não apenas os objetos técnicos, mas também as condições ambientais, geológicas e corporais que tornam possível a mediação cultural. Essa abordagem ecológica e crítica enfatiza as materialidades tóxicas e extrativistas das mídias digitais, chamando atenção para a mineração de metais raros, o descarte eletrônico e a dimensão mineral da computação.
Parikka, ao mesmo tempo, propõe um diálogo com a arqueofuturologia, uma prática teórica que imagina futuros alternativos a partir da escavação de passados não realizados. Tal abordagem aproxima-se de uma crítica da ideologia do “novo” que rege as indústrias tecnológicas, permitindo que a arqueologia da mídia funcione como gesto contracultural e como método especulativo de reimaginação política.

## Mídias Mortas e Reanimações Tecnológicas

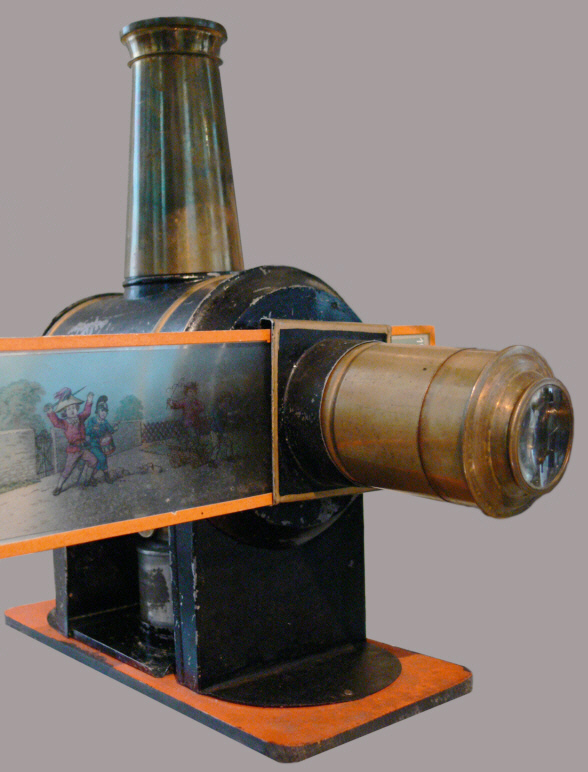
Laterna mágica Aulendorf

A noção de ¨mídia morta¨ é central para a prática da arqueologia da mídia, funcionando como categoria teórica, política e epistemológica. Longe de ser uma mera curiosidade antiquária, o interesse pelos dispositivos obsoletos ou extintos — lanternas mágicas, fonógrafos, telautógrafos, betamax, fitas perfuradas — revela-se uma via crítica para desnaturalizar os discursos do “progresso” técnico e para explorar os modos pelos quais o passado retorna de forma latente nas práticas contemporâneas. Como observa Wolfgang Ernst, "a mídia não morre, ela apenas muda de estado".
A arqueologia da mídia se distingue, portanto, de abordagens museológicas ou nostálgicas, ao propor um pensamento técnico e histórico das mídias enquanto campos de possibilidades. O que interessa aos arqueólogos midiáticos não é apenas o objeto obsoleto, mas a sua virtualidade: as lógicas formais, os gestos operativos e as estruturas perceptivas que tais mídias engendraram e que, muitas vezes, ressurgem — sob novas roupagens — em tecnologias atuais.

### A Genealogia Crítica do “Novo”
O estudo das mídias mortas revela o quanto o discurso do novo — frequentemente mobilizado pelas indústrias culturais — é sustentado por estratégias de apagamento seletivo do passado técnico. Como afirma Erkki Huhtamo, "cada vez que uma nova mídia é celebrada como inédita, ela o é em parte por ter esquecido suas pré-histórias". A arqueologia da mídia propõe-se, assim, como contranarrativa: ela reinscreve os “retornos técnicos” e evidencia os modos como o “novo” é construído pela obsolescência programada, pela amnésia cultural e pela fetichização da inovação.
A esse respeito, cabe lembrar que muitas inovações digitais retomam princípios formais de dispositivos analógicos considerados ultrapassados. O conceito de scrolling, presente nas interfaces gráficas de navegadores e aplicativos, remonta, por exemplo, ao movimento das rolagens de pergaminhos e das fitas em telégrafos mecânicos. O streaming, por sua vez, reativa a lógica dos sinais contínuos e não-lineares presentes no rádio e na televisão analógica.

### O Projeto “Dead Media” e a Intervenção de Bruce Sterling
A sistematização do interesse por mídias obsoletas ganhou notoriedade nos anos 1990 com o Dead Media Project, iniciativa proposta pelo escritor de ficção científica Bruce Sterling. Em seu manifesto de 1995, Sterling convoca pesquisadores e artistas a documentarem "todas as mídias falidas, esquecidas, abortadas, fracassadas, ou simplesmente mortas", não para preservar suas glórias passadas, mas para compreender as dinâmicas de emergência e ruína dos ecossistemas técnicos.
A proposta do projeto era criar um “Catálogo das Mídias Mortas” (en: Dead Media Handbook), espécie de bestiário tecnológico que mapeasse os “fósseis vivos” do imaginário técnico, como a “televisão de cheiro”, os telefones de disco, os cartões perfurados ou as máquinas de escrever elétricas. Embora o projeto não tenha se concretizado integralmente, ele influenciou decisivamente a geração de teóricos e artistas vinculados à arqueologia da mídia, inaugurando uma atitude investigativa voltada para a decomposição das genealogias técnicas do presente.

### Reanimações Midiáticas: Práticas Artísticas e Remediações
O interesse arqueológico por mídias mortas não se limita à teoria: ele também se manifesta de maneira expressiva nas práticas artísticas contemporâneas. Diversos artistas e coletivos reativam dispositivos obsoletos, não como simulacros nostálgicos, mas como ferramentas críticas para explorar materialidades esquecidas, temporalidades disjuntivas e formas alternativas de experiência sensorial.
Um exemplo paradigmático é o trabalho da artista britânica Vicky Browne, que reconfigura componentes analógicos — como rádios antigos e fonógrafos — em instalações sonoras que interrogam os modos contemporâneos de escuta e atenção5. Do mesmo modo, o coletivo sueco Konstfack desenvolve performances com retroprojetores e dispositivos ópticos do século XIX, propondo uma arqueologia performativa dos regimes escópicos.
Essas práticas são muitas vezes abordadas sob a noção de remediação, conceito desenvolvido por Jay David Bolter e Richard Grusin em Remediation: Understanding New Media (1999), segundo o qual toda nova mídia se constitui em relação a mídias anteriores, que ela incorpora, refaz ou simula. A arqueologia da mídia contribui, assim, para uma compreensão não-linear da história tecnológica, onde passado e futuro se entrelaçam em um campo de virtualidades persistentes.

### Espectros Tecnológicos: A Persistência do Inoperante
Outro eixo interpretativo relevante é o da espectralidade técnica, proposta por autores como Jeffrey Sconce e Matthew Fuller. Sconce, em seu ensaio “Haunted Media” (2000), explora como determinadas tecnologias obsoletas — como rádios de válvula, fitas cassete e televisores analógicos — são investidas de aura fantasmagórica, funcionando como meios de contato com temporalidades assombradas. A arqueologia da mídia, nesse sentido, torna-se uma forma de “espiritismo materialista”, onde as ruínas tecnológicas falam em nome de possibilidades recusadas.
A performance desses dispositivos mortos, quando reativados ou simulados, revela uma crítica à eficiência instrumental e à lógica produtivista das mídias dominantes. Como observa Fuller, “a tecnologia não precisa funcionar para ser relevante: às vezes, seu fracasso é precisamente aquilo que permite pensar”. Assim, as mídias mortas tornam-se aliadas epistemológicas na crítica aos regimes contemporâneos de visibilidade, atenção e velocidade.

## Fantasmagorias Técnicas e Imaginários Midiáticos
A arqueologia da mídia, enquanto método e campo crítico, ultrapassa a dimensão empírica dos dispositivos obsoletos para adentrar os domínios do imaginário técnico, — um território onde as tecnologias se entrelaçam às fantasias, mitos e projeções culturais. Neste contexto, emerge a categoria das fantasmagorias técnicas, conceito central para se compreender o modo como os artefatos midiáticos participam da construção de regimes de crença, desejo e percepção. A análise das fantasmagorias permite à arqueologia da mídia operar não apenas como historiografia material, mas como arqueologia do imaginário, voltada à escavação das utopias, assombrações e espectros inscritos no corpo das tecnologias.

### A Origem da Fantasmagoria: De Robertson ao Cinema
O termo “fantasmagoria” foi originalmente cunhado no século XVIII para descrever um tipo de espetáculo óptico baseado em projeções de lanternas mágicas móveis, em ambientes escuros e atmosféricos. Desenvolvida por Étienne-Gaspard Robert (conhecido como Robertson), a fantasmagoria combinava ciência, ilusionismo e espetáculo, projetando imagens de esqueletos, demônios e espíritos para um público ávido por experiências sensoriais intensas e inquietantes. Como observa Tom Gunning, tais apresentações não apenas anteciparam o cinema, mas constituíram uma das primeiras formas de mediação imagética em que a técnica se tornava experiência de assombro sensorial e epistemológico.
Essa origem espectral da imagem técnica não é meramente anedótica: ela indica uma dimensão estruturante da cultura visual moderna, na qual a mediação tecnológica convoca o irreal, o invisível e o pós-humano. Jonathan Crary, em Techniques of the Observer, já notava como as novas tecnologias do século XIX — do estereoscópio ao cinema — produziram dispositivos de subjetivação fundados na manipulação da percepção e na construção de mundos ilusórios2. A arqueologia da mídia resgata essas práticas como pontos de inflexão nos modos de ver e imaginar o mundo técnico.

### Espetros Técnicos e Temporalidades Não-Lineares
No interior da arqueologia da mídia, a fantasmagoria é também uma metáfora crítica para o modo como certas formas de temporalidade — suspensas, interrompidas ou recalcadas — permanecem latentes nas tecnologias, reemergindo como espectros. Jacques Derrida, em Spectres de Marx, concebe o espectro como uma figura da repetição disjuntiva: ele retorna sem nunca ter estado plenamente presente, perturbando a linearidade do tempo e da causalidade. Esse pensamento espectral tem sido particularmente fecundo para os arqueólogos midiáticos, pois permite conceber os artefatos tecnológicos como vetores de temporalidades heterogêneas.
Wolfgang Ernst aprofunda essa ideia ao propor que as mídias operam como cronótopos técnicos, nos quais o tempo é inscrito de maneira material e não-narrativa. Para Ernst, “as mídias não lembram: elas armazenam, registram, repetem em tempo real, sem mediação humana”. Essa concepção aproxima a arqueologia da mídia de uma anacronologia, em que o passado tecnológico é ativado fora de sequência, como um circuito espectral que se reconecta a partir do presente.

### Imaginários Técnicos e Utopias Midiáticas
A arqueologia da mídia também se debruça sobre os imaginários midiáticos, ou seja, os conjuntos de imagens, metáforas e narrativas que acompanham o surgimento e o desenvolvimento das tecnologias de comunicação. Friedrich Kittler, ao estudar os dispositivos do século XIX, demonstrou como as mídias foram constantemente moldadas por metáforas militares, corporais ou patológicas — a máquina de escrever como prótese cognitiva, o fonógrafo como órgão sensorial, o rádio como vetor de guerra.
Esses imaginários não são meramente reflexos ideológicos, mas estruturam as formas de invenção, desejo e consumo das tecnologias. Jussi Parikka, em What is Media Archaeology?, argumenta que toda mídia traz consigo um imaginário especulativo que lhe antecede e a excede: “as mídias não apenas produzem imagens; elas são produzidas por imagens — imagens mentais, conceituais, fantasmagóricas”. A arqueologia da mídia busca, então, rastrear essas imagens latentes que antecipam e moldam a existência dos dispositivos.
É nesse horizonte que se inscreve o conceito de ¨arqueoficção¨, proposto por Parikka para designar as narrativas imaginárias que acompanham o trabalho arqueológico — ficções técnicas que escavam futuros passados, ou passados futuros, abrindo espaço para um pensamento midiático especulativo e experimental.

### Reencantamento Tecnológico: Do Retro ao Pós-digital
Na contemporaneidade, a circulação de imagens e narrativas fantasmagóricas das mídias se intensifica com o fenômeno do retro-tecnológico e do pós-digital. Em práticas que vão desde o uso de filtros vintage nas redes sociais até a produção de jogos com estética de 8 bits, observa-se uma revalorização afetiva e estética do passado técnico, muitas vezes acompanhada por uma melancolia crítica diante da aceleração digital.
Essa reaparição do passado como simulacro, paródia ou resíduo ativa uma memória midiática estratificada, que a arqueologia da mídia procura decodificar. Como nota Gabriele Pedullà, a persistência do antigo no novo configura uma “arqueologia do presente” em que a mídia é, ao mesmo tempo, objeto e vetor de memória cultural.
A fantasmagoria, nesse contexto, deixa de ser apenas espetáculo óptico e se torna estrutura epistemológica: um modo de pensar a instabilidade do visível, a medialidade do mundo e a permanência do indizível nas dobras da técnica. A arqueologia da mídia, ao tornar visível o invisível técnico, reinscreve os fantasmas da modernidade nas tramas da crítica contemporânea.

## Práticas Arqueológicas e Arquivos Alternativos
A arqueologia da mídia, enquanto prática teórico-crítica, não se limita à produção conceitual ou à elaboração retrospectiva de narrativas tecnológicas. Ela envolve, de maneira igualmente essencial, um engajamento prático com materiais obsoletos, suportes anacrônicos e infraestruturas esquecidas, muitas vezes à margem dos grandes arquivos institucionais. Nesse sentido, o campo desenvolve não apenas uma teoria da mídia, mas uma metodologia arqueológica, voltada à escavação, recuperação, escuta e reinscrição de formas técnicas residuais. Essa dimensão operativa é decisiva para compreender a especificidade epistemológica da disciplina, que se distingue tanto da historiografia linear quanto das abordagens puramente discursivas.

### Arqueologia como Operação Técnica e Curatorial
Conforme propõe Siegfried Zielinski, um dos precursores do campo, a arqueologia da mídia deve ser entendida como uma an-archaeology — uma escavação não-linear e não-hegemônica do passado técnico, marcada por desvios, repetições, ruínas e camadas subterrâneas. Em sua obra Deep Time of the Media, Zielinski propõe um “tempo profundo” das mídias, em que as tecnologias emergem não como resultado de progresso cumulativo, mas como constelações episódicas, acidentais e frequentemente interrompidas. Isso implica uma reconfiguração das práticas historiográficas, que passam a privilegiar trajetórias marginalizadas e a operar sob o signo da errância e da contingência.
Tais princípios se materializam em práticas concretas, como a manutenção de arquivos alternativos, coleções particulares de equipamentos analógicos, reconstituição de circuitos elétricos, escuta de ruídos eletromagnéticos e reparação de dispositivos obsoletos. Essas práticas envolvem competências técnicas e afetivas, próximas do que o artista e teórico Garnet Hertz chama de “resgate material do conhecimento técnico”. Em outras palavras, a arqueologia da mídia reivindica o fazer técnico como forma de conhecimento.

### Laboratórios, Hacklabs e Epistemologias do Restauro
A proliferação de espaços como media labs, hacklabs, maker spaces e kitchen-table archives tem sido fundamental para o desenvolvimento prático do campo. Nesses ambientes híbridos, operam-se desmontagens de hardwares, reaproveitamento de circuitos e reconfigurações performativas de dispositivos anacrônicos. Exemplos paradigmáticos incluem o Media Archaeology Lab da Universidade do Colorado (dirigido por Lori Emerson), onde computadores pessoais, sintetizadores e artefatos de escrita digital são mantidos em funcionamento, não apenas como objetos de estudo, mas como interfaces vivas de experimentação.
Wolfgang Ernst, teórico e operador do Medienarchäologischer Fundus na Universidade Humboldt de Berlim, propõe o conceito de epistemologia do restauro, no qual a repetição técnica — por exemplo, a execução de um disco de vinil, a reprodução de um cartucho ou a leitura de uma fita magnética — produz uma forma de conhecimento não discursivo, uma epistemologia vibratória, que só se realiza na performance do dispositivo. Aqui, a arqueologia da mídia se aproxima de uma estética da operação, em que o saber se constitui por meio do contato direto com as máquinas e suas materialidades temporais.

### Arquivos Marginais, Afetos e Contramemórias
Ao reorientar o olhar para mídias menores, efêmeras ou fracassadas, a arqueologia da mídia contribui também para a construção de arquivos marginais — conjuntos documentais que não foram legitimados pelos circuitos institucionais da memória (museus, universidades, bibliotecas). Esses arquivos alternativos são, muitas vezes, constituídos por indivíduos ou coletivos autônomos, em contextos de resistência, deslocamento ou precariedade. Em tais arquivos, o que está em jogo não é apenas a preservação de objetos técnicos, mas a produção de contramemórias, nos termos de Michel Foucault: formas de insurreição do saber que contestam os regimes oficiais de verdade.
Os trabalhos de Shannon Mattern sobre “infraestruturas de memória” sublinham o valor crítico desses arquivos não convencionais, nos quais a curadoria se dá mais por afinidades afetivas, éticas ou políticas do que por critérios historiográficos canônicos. A arqueologia da mídia, nesse sentido, interage com os chamados archival turns nas humanidades e com os debates sobre a descolonização dos acervos, propondo modos de arquivar que escapem à racionalidade eurocentrada, patriarcal e técnico-burocrática.

### Operações Críticas: Escuta, Intervenção e Anacronismo
Por fim, é necessário destacar que a prática arqueológica midiática envolve também intervenções críticas, nas quais a obsolescência se torna ferramenta de reflexão sobre a cultura contemporânea. Projetos como os de Rosa Menkman, que explora estéticas do erro digital e compressão de imagens, ou os de Erkki Huhtamo, que propõe exibições arqueológicas de autômatos, fitas perfuradas e anamorfoses, exemplificam a capacidade da arqueologia da mídia de produzir fricções epistemológicas entre passado e presente.
Essas práticas operam um anacronismo produtivo, no qual as mídias são arrancadas de suas cronologias lineares e reinscritas em novas redes de sentido. O arqueólogo midiático não é apenas um historiador de vestígios, mas também um curador do tempo — alguém que monta, reativa e perturba os arquivos da modernidade técnica, instaurando zonas de dúvida, maravilhamento e crítica.

## Pós-lúdio: Contra-Histórias das Mídias
A arqueologia da mídia constitui, ao longo de seu percurso teórico-prático, uma poderosa estratégia de desconstrução dos discursos triunfalistas que atravessam a história da técnica e da comunicação. Ao invés de subscrever à teleologia do progresso, este campo se propõe a escrever — ou melhor, a escavar — contra-histórias das mídias: narrativas fragmentárias, descontínuas e subterrâneas, que iluminam os esquecimentos estruturais da modernidade técnico-industrial. Essa abordagem crítica não se contenta em revisitar os dispositivos obsoletos como curiosidades museológicas; ela os reinscreve como sintomas, como vestígios e como possibilidades outras de se pensar a relação entre cultura, tecnologia e poder.

### História Sem Linha: Descontinuidade, Anacronismo e Resistência
A crítica à linearidade historicista constitui uma das contribuições centrais da arqueologia da mídia. Ela rejeita as cronologias evolutivas que organizam os meios de comunicação como uma cadeia sucessiva e inevitável de aperfeiçoamentos, de Gutenberg ao metaverso. Em lugar disso, propõe uma temporalidade densa, não cumulativa, caracterizada pela descontinuidade, pelo anacronismo e pela reinscrição tática do obsoleto. Siegfried Zielinski denomina essa abordagem de variantologia, isto é, uma busca por linhas laterais, esquecidas ou suprimidas da história oficial da técnica. Ao escavar os caminhos não trilhados, os projetos abandonados e as mídias “menores”, a arqueologia da mídia rompe com o paradigma darwinista da seleção tecnológica e revela o campo da comunicação como uma ecologia instável, composta de formas simultaneamente ativas, latentes e espectrais.
Wolfgang Ernst leva essa crítica mais longe ao propor um método não narrativo, baseado não na leitura das fontes, mas na escuta direta dos circuitos e dispositivos técnicos. Seu conceito de tempo operacional revela que os meios de comunicação impõem temporalidades próprias, distintas do tempo humano ou histórico convencional. Ao deslocar a centralidade da linguagem para a máquina, Ernst propõe uma espécie de arqueologia não hermenêutica, capaz de captar a microfísica da mídia — suas velocidades, seus silêncios, seus ciclos e seus erros — como dados epistemologicamente relevantes.
Essa atenção ao que resiste à codificação discursiva, ao que sobrevive nas margens do arquivo oficial, é partilhada por outros pesquisadores como Erkki Huhtamo e Jussi Parikka, para os quais o anacronismo não é um erro a corrigir, mas uma operação crítica produtiva. As repetições espectrais, os retornos do mesmo sob disfarces diferentes (como o caso do estéreo, do 3D ou das experiências imersivas), revelam não apenas falácias do “novo”, mas as estruturas ideológicas que sustentam a promessa de inovação contínua.Política do Arquivo: Memória Técnica, Cultura Menor e Reinscrição do Invisível
As contra-histórias produzidas pela arqueologia da mídia não são neutras: elas implicam uma política da memória técnica, que se opõe ativamente à obsolescência programada e à invisibilização de práticas culturais não-hegemônicas. Recuperar uma mídia “morta” ou resgatar um arquivo apagado não é apenas um exercício de nostalgia, mas um gesto crítico, muitas vezes político, de reinscrição no presente. Como sugere Shannon Mattern, arquivos alternativos — sejam eles físicos, digitais ou afetivos — funcionam como formas de infraestrutura cultural, sustentando comunidades de saber, cuidado e pertencimento que não cabem nos moldes institucionais tradicionais.
Esse processo de reinscrição também permite redimensionar a agência de atores historicamente excluídos da história técnica: operadoras de telégrafo, programadoras invisíveis, cinegrafistas amadores, artistas experimentais. Lisa Gitelman lembra que “não há mídia sem protocolo”, isto é, sem práticas e usuários que estabilizem e performem seu funcionamento. Ao voltar-se para as bordas dessas práticas, a arqueologia da mídia permite complexificar as narrativas sobre inovação e progresso, revelando as múltiplas camadas sociais, culturais e políticas que sustentam cada forma de mediação.
Por fim, a arqueologia da mídia reafirma sua pertinência em tempos marcados por rápidas mutações tecnológicas e pela desmaterialização dos suportes. Ao invés de aderir à vertigem do presente contínuo, ela nos convida a desacelerar, a escutar os ruídos do passado, a cultivar uma atenção arqueológica — crítica, sensível e politizada — às condições materiais e epistemológicas da mediação. Trata-se, em última instância, de construir uma história das mídias que abrace a falha, a repetição e o esquecimento como dimensões constitutivas da memória cultural contemporânea.

### Política do Arquivo: Memória Técnica, Cultura Menor e Reinscrição do Invisível
As contra-histórias produzidas pela arqueologia da mídia não são neutras: elas implicam uma política da memória técnica, que se opõe ativamente à obsolescência programada e à invisibilização de práticas culturais não-hegemônicas. Recuperar uma mídia “morta” ou resgatar um arquivo apagado não é apenas um exercício de nostalgia, mas um gesto crítico, muitas vezes político, de reinscrição no presente. Como sugere Shannon Mattern, arquivos alternativos — sejam eles físicos, digitais ou afetivos — funcionam como formas de infraestrutura cultural, sustentando comunidades de saber, cuidado e pertencimento que não cabem nos moldes institucionais tradicionais.
Esse processo de reinscrição também permite redimensionar a agência de atores historicamente excluídos da história técnica: operadoras de telégrafo, programadoras invisíveis, cinegrafistas amadores, artistas experimentais. Lisa Gitelman lembra que “não há mídia sem protocolo”, isto é, sem práticas e usuários que estabilizem e performem seu funcionamento. Ao voltar-se para as bordas dessas práticas, a arqueologia da mídia permite complexificar as narrativas sobre inovação e progresso, revelando as múltiplas camadas sociais, culturais e políticas que sustentam cada forma de mediação.
Por fim, a arqueologia da mídia reafirma sua pertinência em tempos marcados por rápidas mutações tecnológicas e pela desmaterialização dos suportes. Ao invés de aderir à vertigem do presente contínuo, ela nos convida a desacelerar, a escutar os ruídos do passado, a cultivar uma atenção arqueológica — crítica, sensível e politizada — às condições materiais e epistemológicas da mediação. Trata-se, em última instância, de construir uma história das mídias que abrace a falha, a repetição e o esquecimento como dimensões constitutivas da memória cultural contemporânea.